# Wielka Szatra
Wielka Szatra (1377 m n.p.m.) – miejsce w Królowym Grzbiecie w polskich Tatrach Zachodnich. Nazwa jest ludowego pochodzenia. Dawniej mówiono po prostu Szatra lub Szatry. Nie jest to wierzchołek, lecz część grzbietu, która dla ludności dawniej miała jakieś znaczenie użytkowe bądź orientacyjne i nadano jej nazwę. Dawniej były to tereny pasterskie Hali Kopieniec. Obecnie ma znaczenie topograficzne. W północnym kierunku od Królowego Grzbietu odchodzi tutaj bardzo nieznaczna wypukłość opadająca do Przysłopu Olczyskiego (1250 m) i dalej przechodząca we wzniesienia Wielkiego Kopieńca i Małego Kopieńca. Kilkadziesiąt metrów dalej na północny wschód za Wielką Szatrą odgałęzia się na północ drugie boczne ramię, które stanowi wschodnie ograniczenie Dolinki Chłabowskiej.
Wielka Szatra jest całkowicie zalesiona i nie prowadzą przez nią szlaki turystyczne. W jej rejonie znajduje się jednak kilka ścieżek. Od południowo-wschodniej strony jej strome (zwłaszcza w dolnej części) stoki tworzą orograficznie lewe obramowanie Doliny Suchej Wody.